# Villegenon
Villegenon – miejscowość i gmina we Francji, w Regionie Centralnym, w departamencie Cher.
Według danych na rok 1990 gminę zamieszkiwało 260 osób, a gęstość zaludnienia wynosiła 8 osób/km² (wśród 1842 gmin Regionu Centralnego Villegenon plasuje się na 881. miejscu pod względem liczby ludności, natomiast pod względem powierzchni na miejscu 296.).